# Gamma Cephei Ab
Tadmor (Errai Ab) es un planeta extrasolar, que orbita la componente A de la estrella binaria Errai. Le toma aproximadamente dos años y medio completar una revolución alrededor de su estrella. También se lo denomina Errai A1.

## Descubrimiento
Un planeta en órbita de Errai fue tentativamente identificado por el equipo canadiense de Bruce Campbell, Gordon Walker, y Stephenson Yang en julio de 1988. Su existencia fue también anunciada por Anthony Lawton y P. Wright en 1989. Hubiese sido el primer planeta extrasolar confirmado, y era hipotetizado sobre la base de mediciones de la velocidad radial de su estrella madre, técnica luego usada con excelentes resultados en la búsqueda planetaria. Sin embargo, se retiró el reclamo de su identificación en 1992, debido a que la calidad de la información no era lo suficientemente buena como para un descubrimiento sólido. Pero, el 24 de septiembre de 2002, Tadmor fue finalmente confirmado.

## Órbita y masa
El planeta se mueve entre 1.81 y 2.28 UA de distancia orbital alrededor de su estrella, con una órbita promedio de 2.044 UA, mayor a la que ocupa Marte. Su excentricidad orbital es de 0.115, y le toma 2.47 años en completar una revolución.
La masa del planeta se ha calculado como de al menos 1.59 veces la de Júpiter, por lo que debe tratarse de un planeta gigante gaseoso, similar a los planetas exteriores de nuestro sistema solar.